# Ruffigné

Ruffigné este o comună în departamentul Loire-Atlantique, Franța. În 2009 avea o populație de 713 de locuitori.